# 陳士元 (1952年)
陳士元（1952年—1993年8月24日），臺灣股市人物，曾任日盛證券董事長，並長期資助洗腎病患。

## 生平
出生於1952年的陳士元自1970年就在遠東證券開戶，與姊夫蔡辰洲一同炒作股市，並出任臺北市第十信用合作社理事。1979年底，陳士元接掌日盛證券。但這時，他因在美國換腎失敗，於1980年代初就在國泰綜合醫院長期洗腎。
陳士元為吸引顧客來原先業績倒數一、二名的日盛證券，在台灣首創證券廳裝設股市電視牆的先河，並成立來來證券投資顧問公司以吸收會員與舉辦投資講座，使得日盛證券業績開始突飛猛進。十信案爆發後，陳士元不但全身而退，而且將日盛證券遷入原十信總部。陳士元將日盛證券變更成資本額新台新台幣十億元的綜合證券商，更趁證券商開放設立，進一步掌握台北市永霖證券、台北縣板橋證券、苗栗縣頭份證券、台中市日中證券、彰化縣美和證券、嘉義縣嘉義證券、花蓮縣光隆證券。雖說陳士元為股票大戶，但他勸告如無充足資金，就不要涉足股票。
1985年，陳士元在腎友會秘書長張書光敦請下，以化名「陳長志」出任其會長。会长任内，陳士元長期匿名贊助腎臟基金會全部經費，並在九年會長任內完成爭取勞農保洗腎資格放寬、自費洗腎醫療補助等成果。治療陳士元的醫師簡哲民表示，陳士元透過腎友會捐贈不少最先進的儀器設備給一些醫院。陳士元也在1987年捐款一百萬元，協助榮民返鄉探親。
1980年代台灣股市大榮景時期，日盛證券在陳士元經營下營業規模達百億元、股市的成交量有三分之一是在日盛證券成交。1989年～1990年的日盛證券最鼎盛時期，陳士元經常帶大批記者、朋友以一列十餘部的進口大轎車出遊。
1990年間，陳士元因咽癌開始在孫逸仙治癌中心醫院放射腫瘤科接受診治。1992年初，他因病辭去日盛集團所有職務，滿40歲時寫下「年屆四十，願有一十情、二十身、三十志」。1993年8月24日凌晨，陳士元家人在陳士元因咽癌彌留之時，將其從孫逸仙醫院運回家，當天即去世。9月10日，腎臟基金會秘書長張書光、全國洗腎患者代表張永祥、醫護人員代表蕭玲琴共同發表悼文，公開陳士元的善行，並感謝四十一歲即去世的他造福臺灣一萬二千名洗腎病患及其家庭。後葬於新北市五股區觀音山。之後，日盛證券董事長由陳士元長兄陳國和接任、二哥陳家榮管理寶島商業銀行。

## 家庭
陳士元為追求1970年代以〈送君珠淚滴〉當紅的歌星丁黛（卓金鳳），就常去歌廳捧場。1980年1月27日與丁黛結婚。一說兩人離婚後，丁黛撫養女兒，陳士元撫養兒子。
女兒陳菁菁，曾經指控藝人胡瓜詐賭而知名。